# Ogastemma pusillum
Ogastemma es un género monotípico de plantas con flores perteneciente a la familia Boraginaceae. Su única especie: Ogastemma pusillum, es originaria del Norte de África en Mauritania y Argelia.

## Taxonomía
Ogastemma pusillum fue descrito por (Coss. & Durieu ex Bonnet & Barratte) Brummitt y publicado en Kew Bull. 36: 680 1982.
Sinonimia
- Eritrichium sventenii Sunding
- Megastoma pusillum Coss. & Durieu ex Bonnet & Barratte[5]